# Claudio Ambrosini
Pour les articles homonymes, voir Ambrosini.
Claudio Ambrosini (né le 9 avril 1948 à Venise) est un compositeur italien.

## Biographie
Claudio Ambrosini étudie les langues et la littérature étrangères à l'université de Milan, où il obtient son diplôme en 1972. Il a ensuite étudié la musique électronique avec Alvise Vidolin (it) au Conservatoire de Venise entre 1972 et 1975. Durant ces années, il s'essaie à l'audio-vidéo avec la Galleria del Cavallino (it), produisant des œuvres vidéo expérimentales. Ses échanges avec les compositeurs Bruno Maderna et Luigi Nono ont  participé à construire son style.
Il devient en 1985 pensionnaire  (Prix de Rome) à la Villa Médicis et devient le premier compositeur de nationalité non française à remporter une récompense aussi importante, et l'année suivante, il représente l'Italie à la Tribune internationale des compositeurs de l'UNESCO. Il a reçu des commandes de la RAI, de la WDR, du ministère de la Culture français, du Teatro La Fenice de Venise et d'autres institutions importantes.
En 2007, à l'occasion de la Biennale de Venise, il a reçu le Lion d'or pour la musique du présent et en 2011, il  remporte le XXX Premio Abbiati, dans la section Novità Assoluta, avec Il Killer di Parole.
Ses œuvres sont jouées à travers le monde et ont été dirigées par des chefs reconnus tels Riccardo Muti, Diego Masson, Stefan Anton Reck, Ed Spanjaard (en), John Storgårds, Pierre-André Valade, Andrea Molino, Roberto Abbado, Marco Angius, dans les programmes de l'IRCAM de Paris, du Théâtre de la Scala de Milan, de la fondation Calouste-Gulbenkian à Lisbonne, de la fondation Gaudeamus d'Amsterdam, de l'Orchestre du Mozarteum de Salzbourg , de l'Akademie der Künste de Berlin, du Münchener Philharmoniker, de "Perspectives du XXe siècle" de Radio France, de l'Autunno Musicale de Varsovie, du Maggio Musicale Fiorentino...
Depuis 1976, il travaille au « Centre de sonologie informatique » (en italien : Centro di Sonologia Computazionale) de l'université de Padoue et, en 1979, il fonde l'Ensemble Ex Novo à Venise, qui se consacre à l'interprétation de la musique contemporaine. En 1983, il a fondé le « Centre international de recherche instrumentale », dont il est toujours le directeur.

## Œuvres principales
Claudio Ambrosini a composé de nombreuses œuvres dans différentes formes: scène, opéra, musique de chambre, musique vocale, musique d'orchestre...
- Negli sguardi di Eurialo e Niso pour flûte, clarinette, deux plantes immergées dans l'eau et bande magnétique (1980)
- Ballo italiano pour piano préparé (1981)
- Cadenza estesa e coda pour flûte et électronique temps réel (1981)
- Grande ballo futurista pour piano droit (1982)
- Orfeo l'ennesimo, opéra en 1 acte sur un texte de Carlo d'Altilia (1984)
- Doppio concerto grosso pour grand orchestre (1987)
- Canzoniere ballato, ballet en deux actes sur des textes de Giorgio Baffo, Yves Bonnefoy et de sources anonymes (1991)
- Acrobata, sur un texte de Edoardo Sanguineti, pour quatre voix mixtes (1997)
- Ostinato rampante pour orchestre (1997)
- Ballet Pandore librante sur des textes de Lucrèce, Italien anonyme du XIIIe siècle et de Cecco Angiolieri (1997)
- Le cahier perdu de Casanova, opéra-ballet (1998)
- Passion selon Marc, pour six voix, récitant et onze instruments, texte de Sandro Cappelletto (it) (1999-2000)
- Big Bang Circus (Petite histoire de l'univers), opéra en 2 parties, livret de Sandro Cappelletto et Claudio Ambrosini (2001-2002)
- Tocar, concerto pour piano et grand orchestre (2006).
- Plurimo (pour Emilio Vedova), concerto pour deux pianos et grand orchestre (2007)
- To Touch the Orpheus (2009)
- The Word Killer (2010), ludodrame en deux actes, sujet de Daniel Pennac et Claudio Ambrosini, livret et musique de Claudio Ambrosini
- Fonofania, lallation pour chœur d'enfants et orchestre, commande de la Biennale de Venise (2013)[7].